# Viale Fulvio Testi
Viale Fulvio Testi è un'importante strada radiale di Milano che ha origine in piazzale Istria come proseguimento di viale Zara, per poi proseguire verso nord-est oltre i confini cittadini mantenendo lo stesso nome nei comuni di Sesto San Giovanni per un breve tratto e poi di Cinisello Balsamo, nel cui territorio continua poi verso Monza come viale Brianza. Il tratto di Sesto San Giovanni è anche quello che separa Cinisello Balsamo da Milano.

## Storia
Il viale è stato realizzato negli anni venti e trenta del XX secolo come nuova strada per Monza in alternativa al viale Monza, in un'area precedentemente adibita perlopiù ad orti. La sua realizzazione ha richiesto la copertura, a tratti, di un ampio segmento del fiume Seveso, a partire dagli anni dieci fino agli anni sessanta. Il viale, con una larghezza di sessanta metri, si attesta come uno dei più ampi della città. È composto da due carreggiate principali al centro, da due controviali laterali e da due corsie tranviarie riservate inserite nei parterre alberati. Nel suo tratto cinisellese è formato da due carreggiate laterali divise da un ampio spazio alberato.

## Luoghi di interesse
- Il Museo interattivo del cinema presso l'ex Manifattura Tabacchi[4];
- Il parco Nord.

### Edifici notevoli
Sul lato sinistro:
- al n. 223 l'istituto professionale "Piero Pirelli", costruito dal 1957 al 1958 su progetto di Roberto Menghi[5];
- al n. 327 la sede cittadina della Chiesa di Scientology.[6]
- all'angolo con via Ponale il quartiere Gescal Fulvio Testi, costruito dal 1971 al 1973 su progetto di Vico Magistretti[7].

Sul lato destro:
- ai nn. 100-110 le case-torri per la cooperativa edilizia di Pratocentenaro, costruite dal 1972 al 1977 su progetto di Ezio Sgrelli[7];
- ai nn. 280-282 un complesso di edifici per uffici, costruito dal 1983 al 1985 su progetto di Vittore Ceretti[8].

## Trasporti
Nel 1913 la parte corrispondente al tratto iniziale del viale, fino a via Pulci, venne percorsa dalla Tranvia Milano-Cinisello. Nei primi anni '30 le linee urbane hanno avuto capolinea prima in piazzale Istria, poi sono arrivati alla Pirelli (fino al 2010 era ancora esistente il cappio di ritorno all'altezza di via San Glicerio) e tra il 1959 e il 1966 in via Bignami, all'altezza del confine del comune di Milano..
Attualmente la strada è percorsa dalle linee tranviarie numero 5, 7 e 31 e dalla linea M5 della metropolitana, con le fermate di Bignami, Ponale, Bicocca, Ca' Granda e Istria che si trovano tutte sotto viale Fulvio Testi.

## Galleria d'immagini

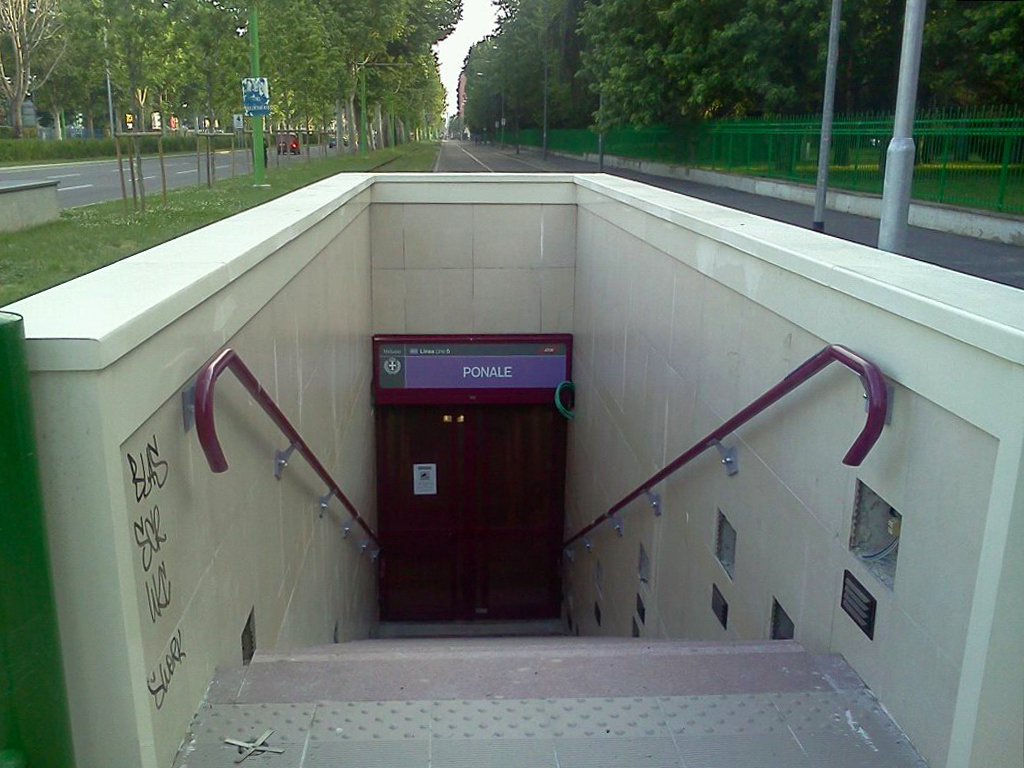
L'ingresso della stazione Ponale